# Georges Sibuet
Georges Sibuet est un homme politique français né le 24 novembre 1767 à Belley et décédé le 14 janvier 1828 à Paris.

## Biographie
Georges Sibuet naît le 24 novembre 1767 à Belley et est baptisé le lendemain. Il est le fils de Claude-Maximien Sibuet, procureur, et de son épouse, Anthelmette Lavigne. 
Avocat en 1789, il est accusateur public auprès de l'armée des Alpes-Maritimes en 1792. Nommé juge au tribunal de Cassation le 1er ventôse an II, puis juge au tribunal d'appel de Bruxelles en 1800, il est député de Seine-et-Oise en 1815, pendant les Cent-Jours.
Il se marie en 1815 avec Victoire Adélaide Guyet (1784-1834), fille de Simon Charles Guyet (1733-1793), maître de poste de l'auberge du Bois-Vert de Saint-Fulgent, en Vendée. Ils n'eurent pas d'enfants.
Il meurt le 14 janvier 1828 à Paris, dans le 10e arrondissement.